# Écomusée de la laiterie de Tréby
L'écomusée de la laiterie de Tréby est un musée ethnographique situé à Donnas, en Vallée d'Aoste.

## Histoire
La laiterie de Tréby est fondée le 25 juillet 1897, et son siège est transféré dans les locaux de la Confrérie du Saint-Esprit le 21 mai 1902. Elle a été active jusque dans les années 1980.
Le bâtiment est acheté par la commune de Donnas en 2000, et restauré, pour être ouvert au public en 2008.

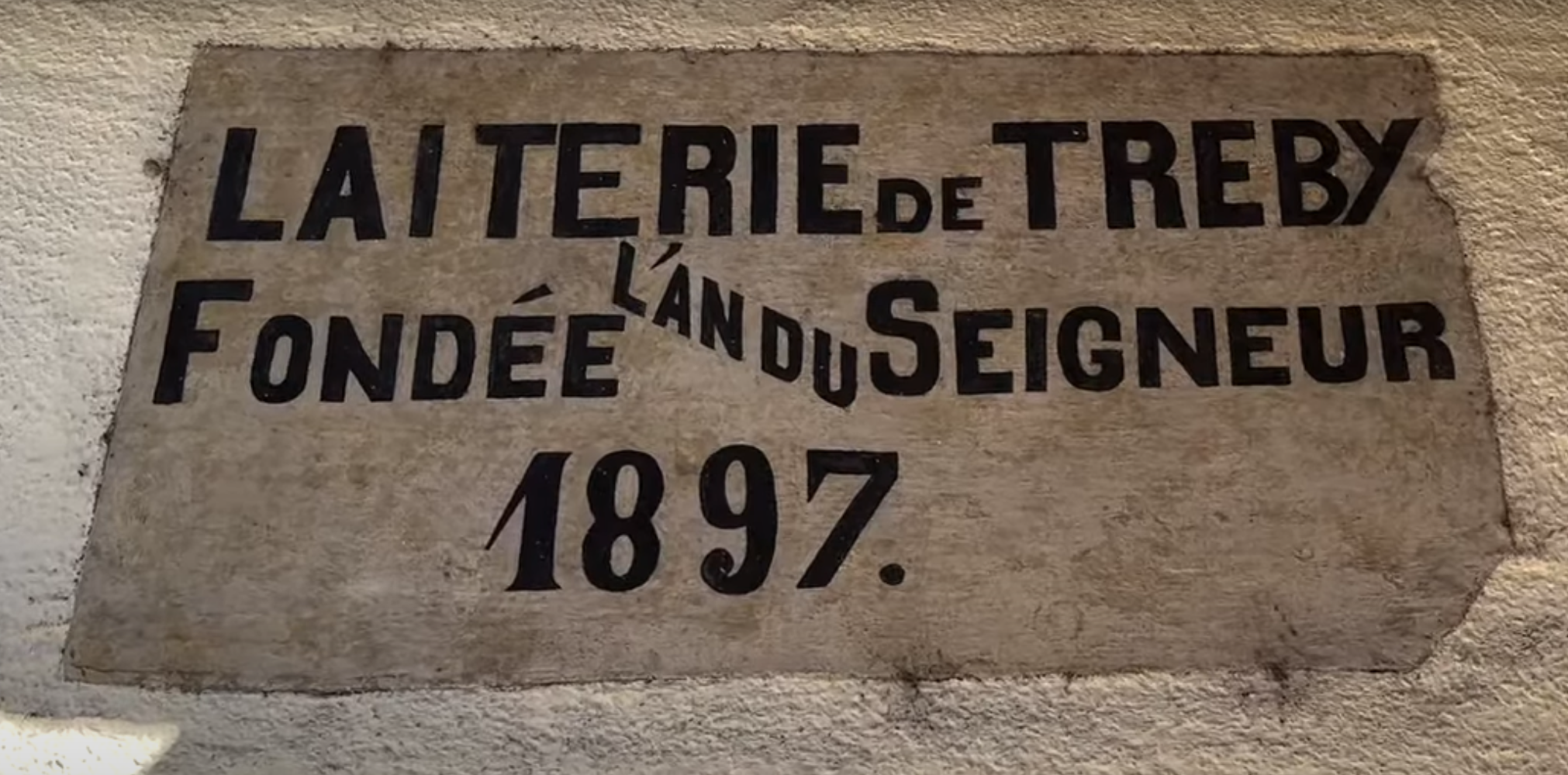
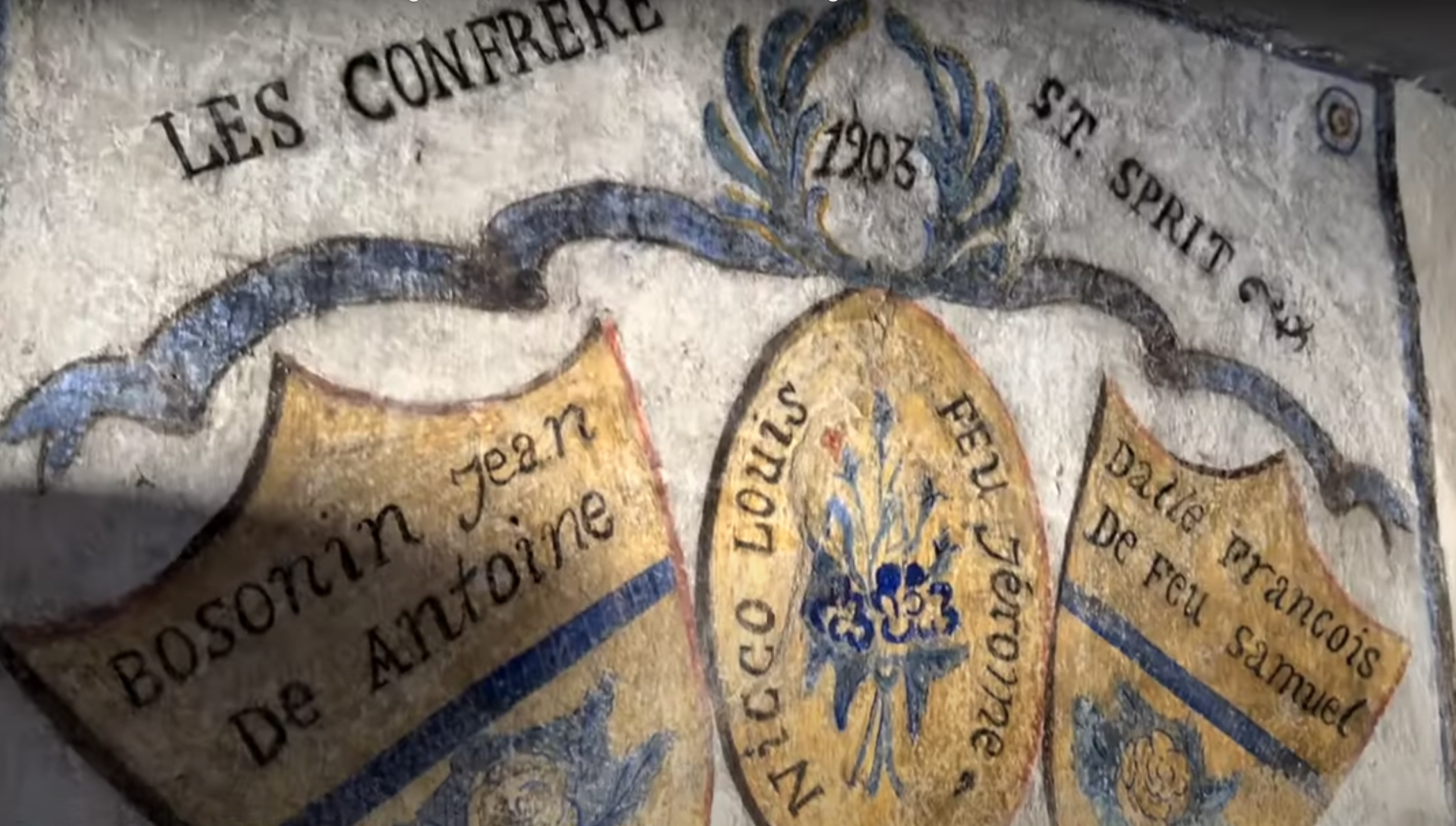
Fresque avec les membres de la confrérie du Saint-Esprit.
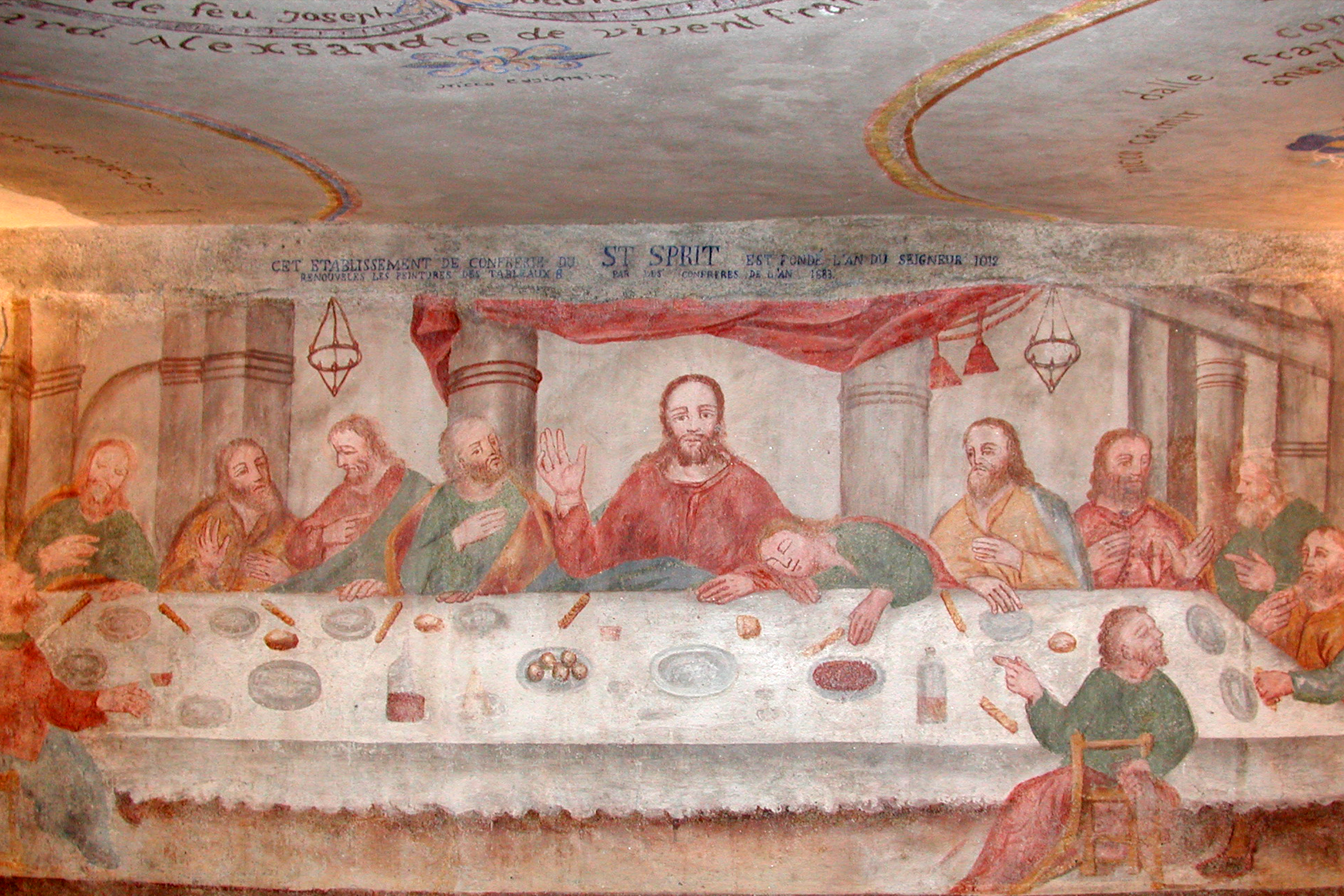
Fresque de la Cène.
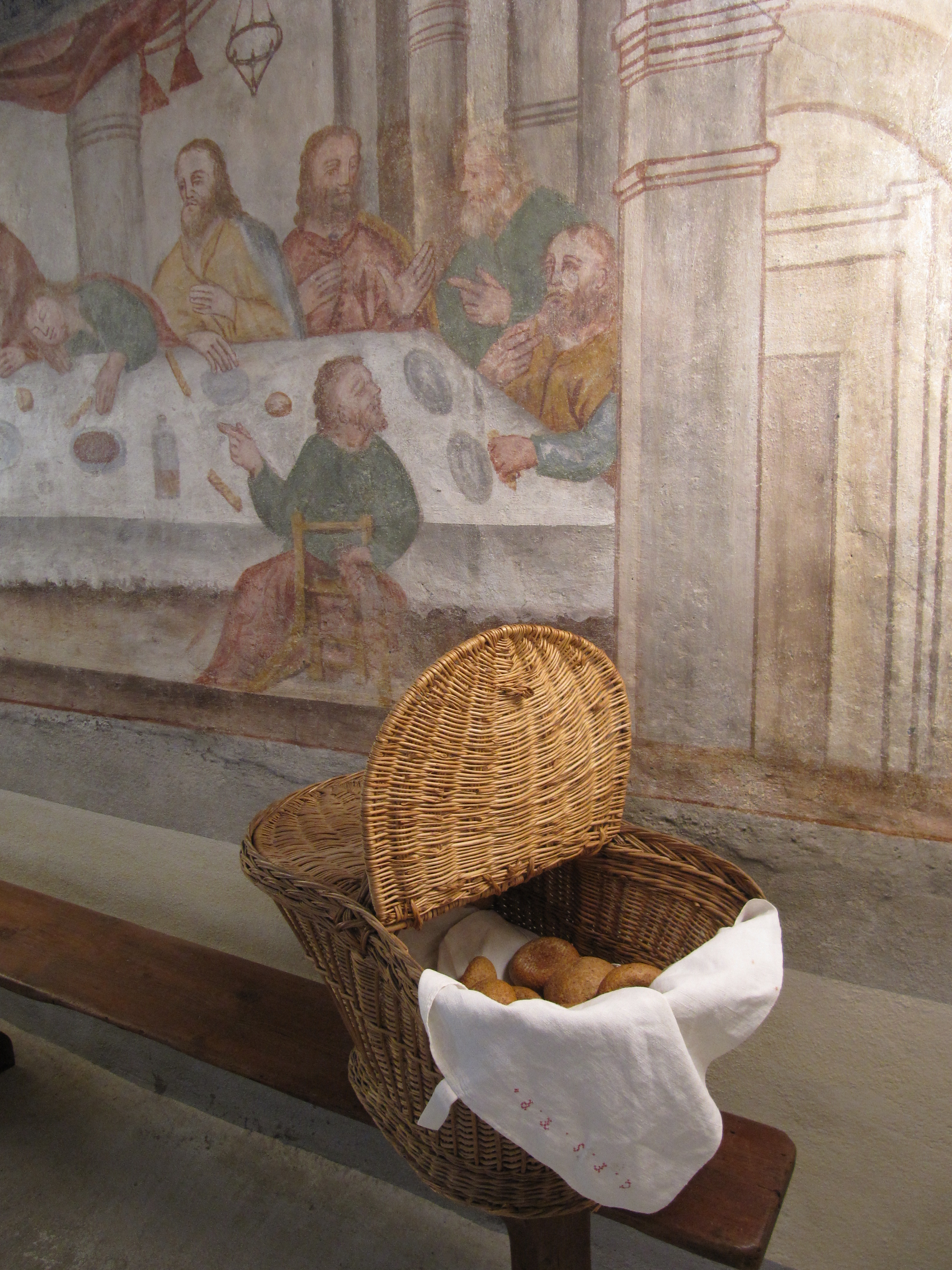
Panier de micóoule